# Clairaut (cràter)
Clairaut és un cràter d'impacte lunar que s'hi troba a les accidentades terres altes del sud de la cara visible de la Lluna, just al sud del cràter Maurolycus i al sud-est de Barocius. Al sud-oest apareix el cràter Cuvier.
Aquest cràter s'ha erosionat i ha estat danyat per impactes posteriors, sobretot en la meitat sud de la formació. El cràter satèl·lit Clairaut A travessa la vora del sud-est. La vora meridional ha estat modificada per diversos cràters petits, incloent Clairaut B. En el sòl interior del sud-est se situa el petit cràter Clairaut C. En la part nord de la planta s'hi troba el parell cràters fusionats denominat Clairaut D. Clairaut E està unit a l'exterior de la vora pel nord-oest.
La paret interna de Clairaut, suavitzada pels impactes, forma un pendent uniforme fins al fons del cràter relativament pla, amb una planta sense marcar per impactes. Una protuberància de menor importància discorre al llarg de la paret interna cap a l'oest-nord-oest.

## Cràters satèl·lit
Per convenció aquests elements són identificats en els mapes lunars posant la lletra en el costat del punt central del cràter que està més prop de Clairaut.
|          | \| Clairaut \| Coordenades \| Diàmetre \| \| -------- \| ------------------------------------ \| -------- \| \| A \| 48° 54′ S, 14° 48′ E / 48.9°S,14.8°E \| 36 km \| \| B \| 48° 18′ S, 12° 36′ E / 48.3°S,12.6°E \| 43 km \| \| C \| 48° 06′ S, 13° 30′ E / 48.1°S,13.5°E \| 17 km \| \| D \| 47° 18′ S, 14° 12′ E / 47.3°S,14.2°E \| 12 km \| \| E \| 46° 24′ S, 12° 36′ E / 46.4°S,12.6°E \| 29 km \| \| F \| 46° 00′ S, 14° 30′ E / 46.0°S,14.5°E \| 23 km \| \| G \| 47° 12′ S, 11° 42′ E / 47.2°S,11.7°E \| 6 km \| \| H \| 48° 54′ S, 12° 06′ E / 48.9°S,12.1°E \| 9 km \| \| J \| 45° 42′ S, 12° 42′ E / 45.7°S,12.7°E \| 14 km \| \| K \| 49° 42′ S, 14° 00′ E / 49.7°S,14.0°E \| 12 km \| \| M \| 46° 06′ S, 13° 48′ E / 46.1°S,13.8°E \| 5 km \| \| P \| 49° 00′ S, 11° 48′ E / 49.0°S,11.8°E \| 9 km \| \| R \| 48° 00′ S, 15° 54′ E / 48.0°S,15.9°E \| 15 km \| \| S \| 47° 30′ S, 16° 18′ E / 47.5°S,16.3°E \| 22 km \| |          |
| Clairaut | Coordenades | Diàmetre |
| A        | 48° 54′ S, 14° 48′ E / 48.9°S,14.8°E | 36 km    |
| B        | 48° 18′ S, 12° 36′ E / 48.3°S,12.6°E | 43 km    |
| C        | 48° 06′ S, 13° 30′ E / 48.1°S,13.5°E | 17 km    |
| D        | 47° 18′ S, 14° 12′ E / 47.3°S,14.2°E | 12 km    |
| E        | 46° 24′ S, 12° 36′ E / 46.4°S,12.6°E | 29 km    |
| F        | 46° 00′ S, 14° 30′ E / 46.0°S,14.5°E | 23 km    |
| G        | 47° 12′ S, 11° 42′ E / 47.2°S,11.7°E | 6 km     |
| H        | 48° 54′ S, 12° 06′ E / 48.9°S,12.1°E | 9 km     |
| J        | 45° 42′ S, 12° 42′ E / 45.7°S,12.7°E | 14 km    |
| K        | 49° 42′ S, 14° 00′ E / 49.7°S,14.0°E | 12 km    |
| M        | 46° 06′ S, 13° 48′ E / 46.1°S,13.8°E | 5 km     |
| P        | 49° 00′ S, 11° 48′ E / 49.0°S,11.8°E | 9 km     |
| R        | 48° 00′ S, 15° 54′ E / 48.0°S,15.9°E | 15 km    |
| S        | 47° 30′ S, 16° 18′ E / 47.5°S,16.3°E | 22 km    |

## Altres referències
- (WGPSN), IAU Working Group for Planetary System Nomenclature. «Gazetteer of Planetary Nomenclature. 1:1 Million-Scale Maps of the Moon» (en anglès).  UAI / USGS, 13-02-2013. [Consulta: 6 abril 2016].
- Andersson, L. E.; Whitaker, E. A.,. NASA Catalogue of Lunar Nomenclature (en anglès).  NASA RP-1097, 1982.
- Blue, Jennifer. «Gazetteer of Planetary Nomenclature» (en anglès).  USGS, 25-07-2007. [Consulta: 2 gener 2012].
- Bussey, B.; Spudis, P.. The Clementine Atlas of the Moon (en anglès).  Nueva York: Cambridge University Press, 2004. ISBN 0-521-81528-2.
- Cocks, Elijah E.; Cocks, Josiah C.. Who's Who on the Moon: A Biographical Dictionary of Lunar Nomenclature (en anglès).  Tudor Publishers, 1995. ISBN 0-936389-27-3.
- McDowell, Jonathan. «Lunar Nomenclature» (en anglès).   Jonathan's Space Report, 15-07-2007. [Consulta: 2 gener 2012].
- Menzel, D. H.; Minnaert, M.; Levin, B.; Dollfus, A.; Bell, B. «Report on Lunar Nomenclature by The Working Group of Commission 17 of the IAU» (en anglès). Space Science Reviews, 12, 1971, pàg. 136.
- Moore, Patrick. On the Moon (en anglès).  Sterling Publishing Co, 2001. ISBN 0-304-35469-4.
- Price, Fred W. The Moon Observer's Handbook (en anglès).  Cambridge University Press, 1988. ISBN 0521335000.
- Rükl, Antonín. Atlas of the Moon (en anglès).  Kalmbach Books, 1990. ISBN 0-913135-17-8.
- Webb, Rev. T. W.. Celestial Objects for Common Telescopes, 6ª edición revisada (en anglès).  Dover, 1962. ISBN 0-486-20917-2.
- Whitaker, Ewen A. Mapping and Naming the Moon (en anglès).  Cambridge University Press, 2003. 978-0-521-54414-6.
- Wlasuk, Peter T. Observing the Moon (en anglès).  Springer, 2000. ISBN 1-85233-193-3.